# Giuseppe Roverso

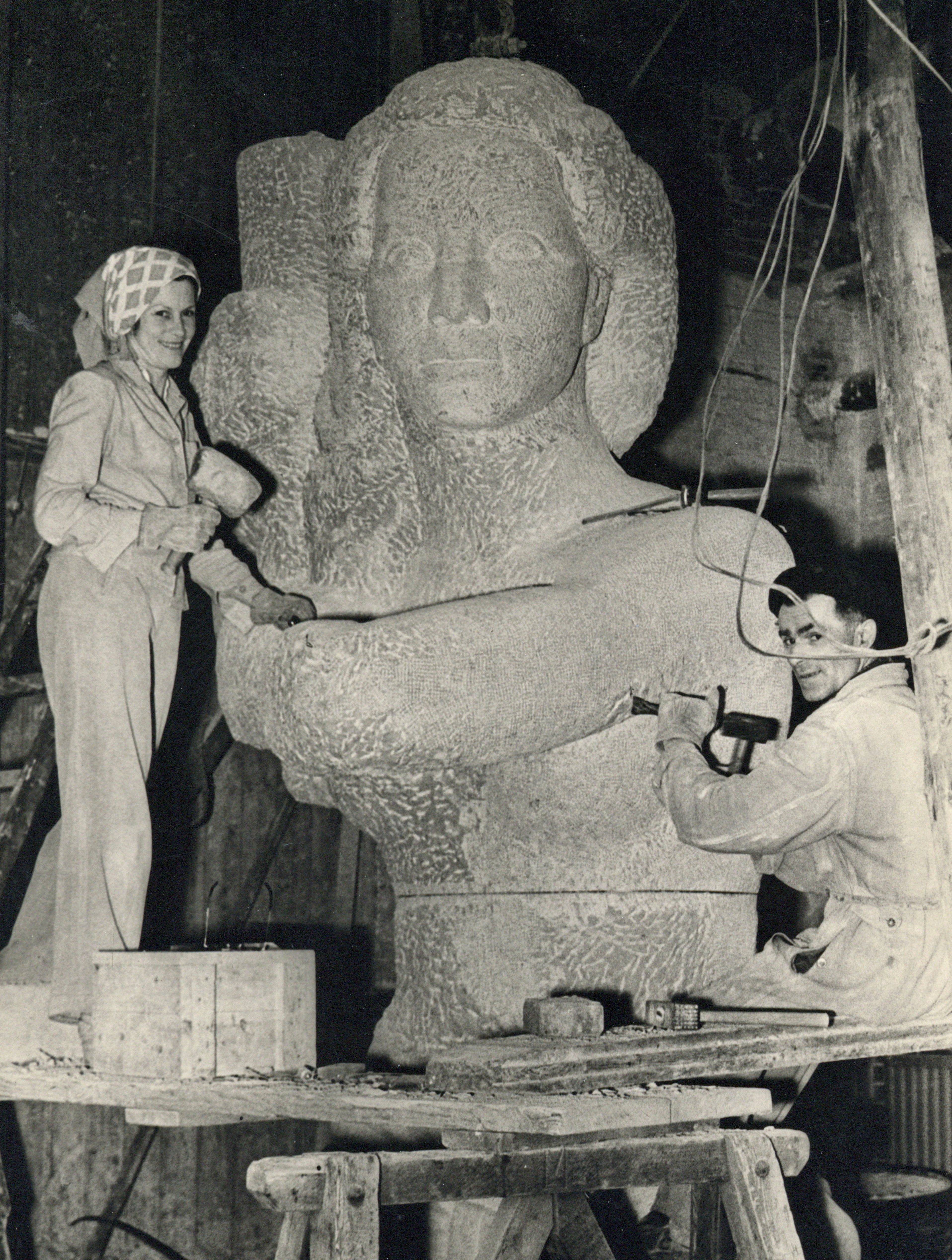
Corinne Franzén-Heslenfeld en Roverso, tijdens het kappen van haar Verzetsmonument Utrecht (1949).

Giuseppe Roverso (Chiampo, 11 augustus 1900 – Nijmegen, 1 juli 1977) was een Italiaans beeldhouwer en monumentaal kunstenaar. In 1965 werd hij genaturaliseerd tot Nederlander.

## Leven en werk
Roverso werd opgeleid aan de School voor toegepaste kunsten, de 'Scuola superiore d'arte applicata all'industria del Castello Sforzesco', in Milaan. Hij trouwde met de Nederlandse Helena Margaretha Kraan en woonde vanaf 1933 in Nederland. Rond 1938 was hij docent aan de Milaanse school en gaf les aan onder anderen Edith ten Kate. Later vestigde hij zich opnieuw in Nederland.
Roverso werkte onder andere mee aan de lantaarnconsoles in de Utrechtse Binnenstad. Hij was als restauratiebeeldhouwer in de jaren zestig betrokken bij de kloostergang van de Domkerk in Utrecht, het Duivelshuis in Arnhem en de wederopbouw van de Sint-Stevenskerk in Nijmegen.
De beeldhouwer woonde vanaf de jaren zestig in Nijmegen, hij overleed er op 76-jarige leeftijd.

## Werken (selectie)
- Acht lantaarnconsoles in Utrecht
- Gevelbeelden van vier kerkvaders en de twaalf apostelen, en een reliëf van het wapen van Nijmegen (1961-1962) voor de Latijnse school, Sint Stevenskerkhof, Nijmegen
- Medaillons en gevelbeelden met Maximiliaan van Oostenrijk, Filips de Schone, Karel V, Karel van Gelre, Maarten van Rossum en Willem van Kleef, en een beeld van een lansknecht (1965-1967), Walburgstraat, op het Duivelshuis in Arnhem
- Beeld van Stefanus in de Sint-Stevenskerk, Nijmegen
- Leeuw (1971) aan de kerkboog, Grote Marktzijde, Nijmegen
- Afsluitpaal (1974), Vijfringengas, Nijmegen
- Beeld 'De vier seizoenen' (1974) bij wooncentrum de Meiberg, Nijmegen

## Galerij

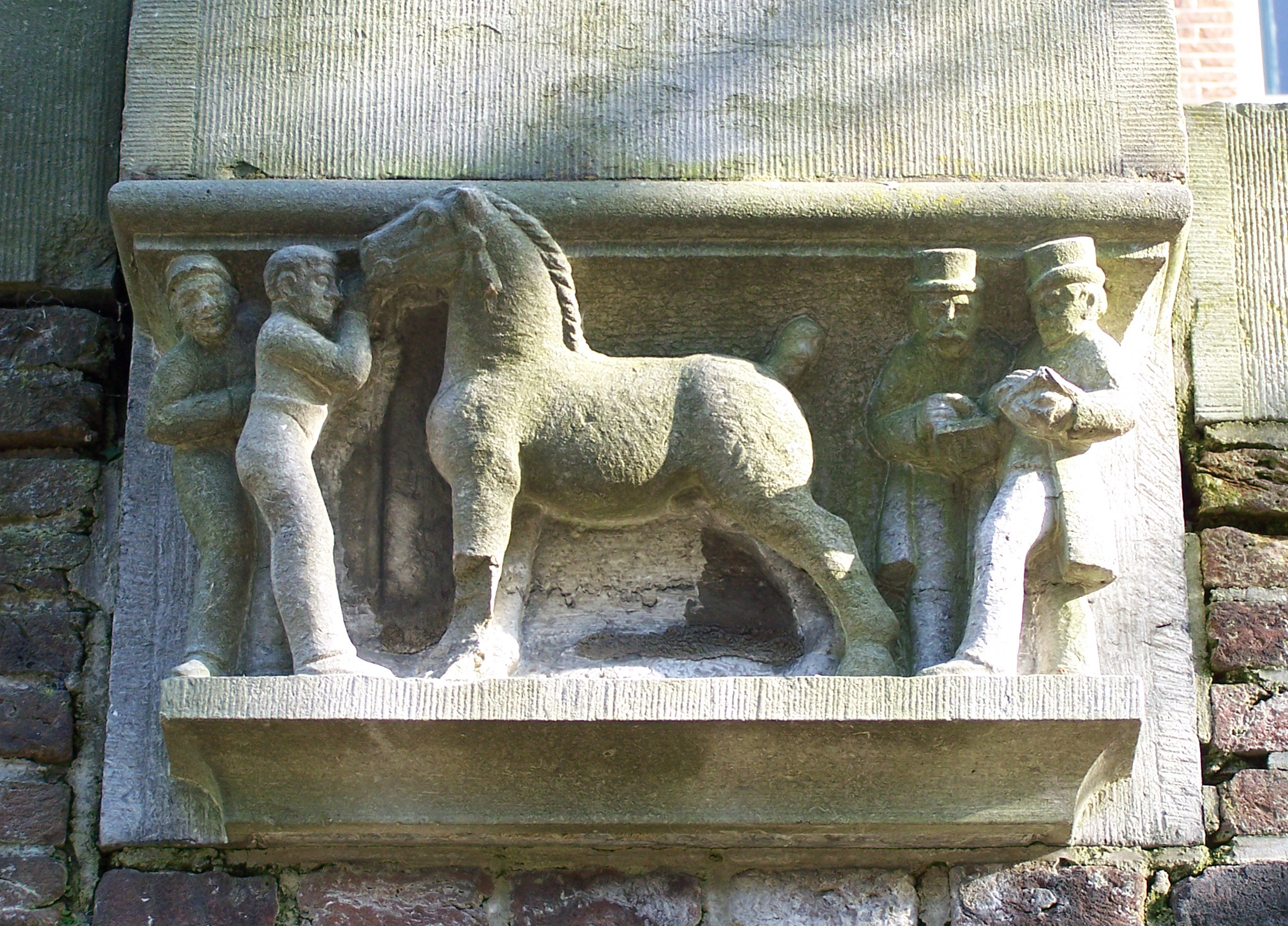
Een lantaarnconsole
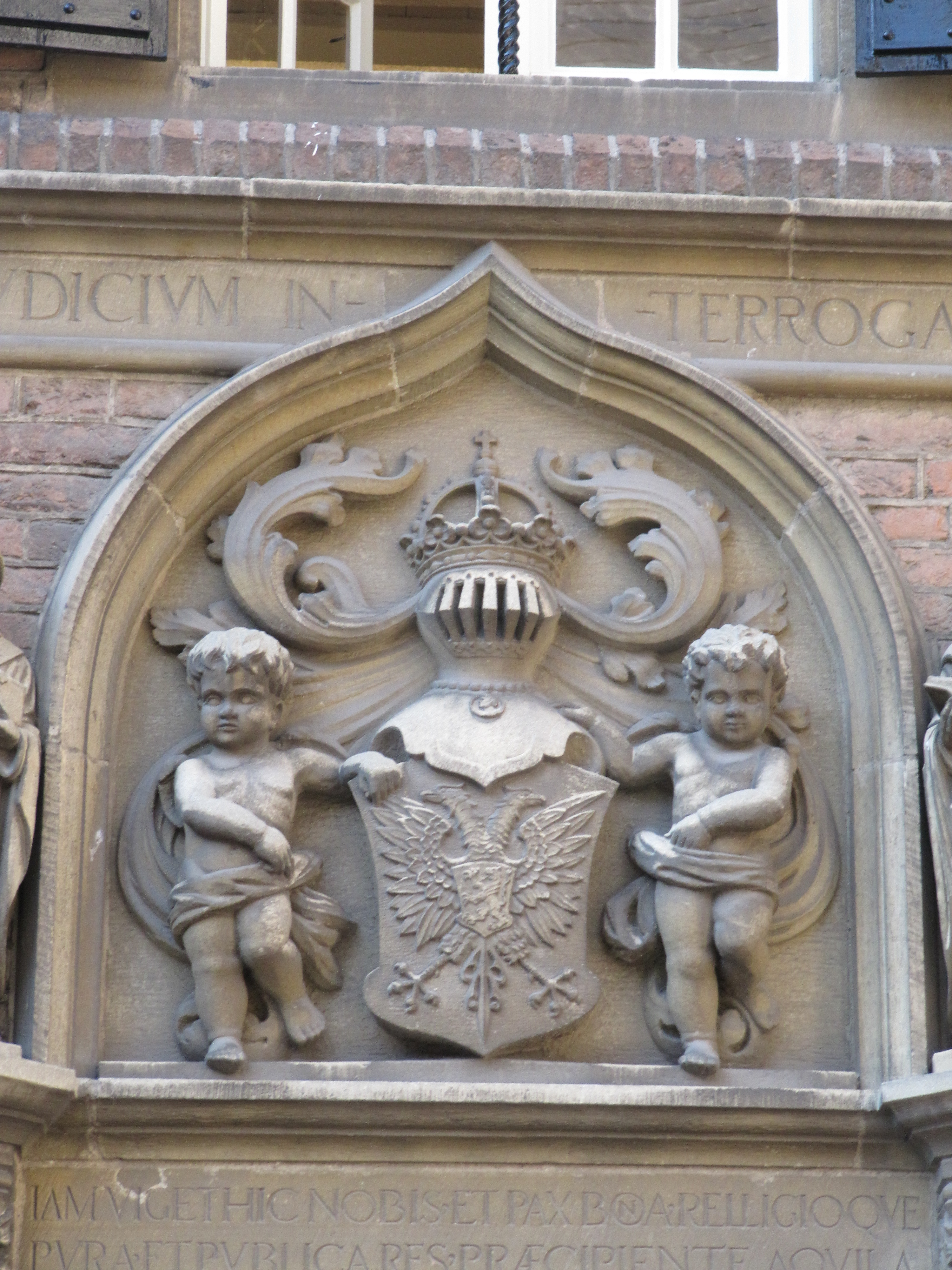
Wapen van Nijmegen
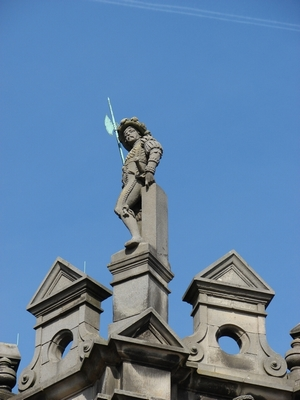
Lansknecht

- Biografisch Portaal: 65875042
- RKD-Nederlands Instituut voor Kunstgeschiedenis: 68626